# Бовен-Айленд
Бовен-Айленд (англ. Bowen Island) — острівний муніципалітет в Канаді, у провінції Британська Колумбія, у складі регіонального округу Метро-Ванкувер.

## Населення
За даними перепису 2016 року, острівний муніципалітет нараховував 3680 осіб, показавши зростання на 8,2%, порівняно з 2011-м роком. Середня густина населення становила 73,4 осіб/км².
З офіційних мов обидвома одночасно володіли 475 жителів, тільки англійською — 3 200, а 5 — жодною з них. Усього 315 осіб вважали рідною мовою не одну з офіційних.
Працездатне населення становило 69,2% усього населення, рівень безробіття — 2,6% (3,7% серед чоловіків та 1,5% серед жінок). 66,4% осіб були найманими працівниками, а 32,9% — самозайнятими.
Середній дохід на особу становив $62 391 (медіана $39 632), при цьому для чоловіків — $84 102, а для жінок $42 573 (медіани — $52 256 та $31 232 відповідно).
20,8% мешканців мали закінчену шкільну освіту, не мали закінченої шкільної освіти — 7,7%, 71,7% мали післяшкільну освіту, з яких 63% мали диплом бакалавра, або вищий, 115 осіб мали вчений ступінь.
| Статево-вікова структура населення | Статево-вікова структура населення | Статево-вікова структура населення | Статево-вікова структура населення | Статево-вікова структура населення |
| ---------------------------------- | ---------------------------------- | ---------------------------------- | ---------------------------------- | ---------------------------------- |
|                                    |                                    |                                    |                                    |                                    |
| Всього                             | Всього                             | 48,0%52,0%                         |                                    |                                    |
| 0 — 14 років                       | 0 — 14 років                       |                                    | 17,3%                              | 17,3%                              |
| 15 — 64 років                      | 15 — 64 років                      |                                    | 61,7%                              | 61,7%                              |
| 65 і більше                        | 65 і більше                        |                                    | 21,1%                              | 21,1%                              |
| 85 і більше                        | 85 і більше                        |                                    | 1,8%                               | 1,8%                               |
| Середній вік (років)               | Середній вік (років)               | 44,744,5                           | 44,6                               | 44,6                               |
| Медіана (років)                    | Медіана (років)                    | 48,848,6                           | 48,7                               | 48,7                               |
| — чоловіки — жінки                 |                                    |                                    |                                    |                                    |

| Походження мешканців:     | Походження мешканців:     | Походження мешканців: | Походження мешканців: | Походження мешканців: |
| ------------------------- | ------------------------- | --------------------- | --------------------- | --------------------- |
| Походження                |                           |                       | осіб                  | %                     |
| Корінні американці        | Корінні американці        |                       | 130                   | 3.54%                 |
| Інше північноамериканське | Інше північноамериканське |                       | 965                   | 26.29%                |
| Європейське               | Європейське               |                       | 3 320                 | 90.46%                |
| британське                | британське                |                       | 2 540                 | 69.21%                |
| французьке                | французьке                |                       | 365                   | 9.95%                 |
| українське                | українське                |                       | 130                   | 3.54%                 |
| Латинськоамериканське     | Латинськоамериканське     |                       | 55                    | 1.5%                  |
| Карибське                 | Карибське                 |                       | 60                    | 1.63%                 |
| Африканське               | Африканське               |                       | 35                    | 0.95%                 |
| Азійське                  | Азійське                  |                       | 250                   | 6.81%                 |
| Океанійське               | Океанійське               |                       | 60                    | 1.63%                 |

| Зайнятість населення за галузями (за класифікацією NOC): | Зайнятість населення за галузями (за класифікацією NOC): | Зайнятість населення за галузями (за класифікацією NOC): | Зайнятість населення за галузями (за класифікацією NOC): | Зайнятість населення за галузями (за класифікацією NOC): |
| -------------------------------------------------------- | -------------------------------------------------------- | -------------------------------------------------------- | -------------------------------------------------------- | -------------------------------------------------------- |
|                                                          |                                                          |                                                          |                                                          |                                                          |
| Управління                                               | Управління                                               |                                                          | 19,2%                                                    | 19,2%                                                    |
| Бізнес, фінанси та адміністрування                       | Бізнес, фінанси та адміністрування                       |                                                          | 12%                                                      | 12%                                                      |
| Природничі та прикладні науки                            | Природничі та прикладні науки                            |                                                          | 8,9%                                                     | 8,9%                                                     |
| Охорона здоров'я                                         | Охорона здоров'я                                         |                                                          | 4,3%                                                     | 4,3%                                                     |
| Освіта, правозахист, муніципальні та урядові служби      | Освіта, правозахист, муніципальні та урядові служби      |                                                          | 18,9%                                                    | 18,9%                                                    |
| Мистецтво, культура, відпочинок та спорт                 | Мистецтво, культура, відпочинок та спорт                 |                                                          | 8,2%                                                     | 8,2%                                                     |
| Роздрібна торгівля та послуги                            | Роздрібна торгівля та послуги                            |                                                          | 14,1%                                                    | 14,1%                                                    |
| Гуртова торгівля, транспорт та обладнання                | Гуртова торгівля, транспорт та обладнання                |                                                          | 10,6%                                                    | 10,6%                                                    |
| Природні ресурси, сільське господарство                  | Природні ресурси, сільське господарство                  |                                                          | 2,6%                                                     | 2,6%                                                     |
| Виробництво                                              | Виробництво                                              |                                                          | 1,7%                                                     | 1,7%                                                     |

## Клімат
Середня річна температура становить 8,3°C, середня максимальна – 18,6°C, а середня мінімальна – -2°C. Середня річна кількість опадів – 1 814 мм.
| Клімат поселення                              | Клімат поселення | Клімат поселення | Клімат поселення | Клімат поселення | Клімат поселення | Клімат поселення | Клімат поселення | Клімат поселення | Клімат поселення | Клімат поселення | Клімат поселення | Клімат поселення | Клімат поселення |
| Показник                                      | Січ.             | Лют.             | Бер.             | Квіт.            | Трав.            | Черв.            | Лип.             | Серп.            | Вер.             | Жовт.            | Лист.            | Груд.            |                  |
| Середній максимум, °C                         | 5,93             | 7,08             | 8,27             | 10,76            | 13,92            | 16,58            | 17,87            | 18,62            | 15,73            | 11,49            | 7,10             | 4,89             |                  |
| Середня температура, °C                       | 1,97             | 3,16             | 4,33             | 6,83             | 9,96             | 12,64            | 15,43            | 16,17            | 13,29            | 9,05             | 4,64             | 2,44             |                  |
| Середній мінімум, °C                          | −1,97            | −0,78            | 0,36             | 2,89             | 6,01             | 8,70             | 12,95            | 13,71            | 10,82            | 6,59             | 2,16             | −0,01            |                  |
| Норма опадів, мм                              | 260              | 169              | 167              | 132              | 95               | 78               | 50               | 56               | 66               | 193              | 297              | 251              |                  |
| Середньомісячна швидкість вітру, м/с          | 3.26             | 3.24             | 3.18             | 3.07             | 2.94             | 2.94             | 2.78             | 2.57             | 2.45             | 2.74             | 3.27             | 3.34             |                  |
| Середньомісячна сонячна радіація, кДж/м²·день | 3116             | 5877             | 10015            | 14976            | 18781            | 20113            | 21240            | 18177            | 12966            | 7064             | 3516             | 2451             |                  |
| --------------------------------------------- | ---------------- | ---------------- | ---------------- | ---------------- | ---------------- | ---------------- | ---------------- | ---------------- | ---------------- | ---------------- | ---------------- | ---------------- | ---------------- |
| Джерело:                                      |                  |                  |                  |                  |                  |                  |                  |                  |                  |                  |                  |                  |                  |